# Pedra Açu

Pedra Açu é um acidente geográfico localizado entre Petrópolis e Teresópolis, possui 2.236 metros de altitude.